# Jacksonburg (Ohio)
Pour les articles homonymes, voir Jacksonburg.
Jacksonburg est un village américain situé dans le comté de Butler, dans l'Ohio. Selon le recensement de 2010, sa population est de 63 habitants.